# Benzimidazoline
Les benzimidazolines sont une famille de composés hétérocycliques, basée sur un cycle benzénique fusionné avec une imidazoline. Le composé d'origine a pour formule chimique C7H8N2 .